# Eumetula arctica
Eumetula arctica là một loài ốc biển, động vật chân bụng trong họ Cerithiopsidae, được tìm thấy ở tây bắc Đại Tây Dương, các vùng nước thuộc châu Âu, bao gồm Địa Trung Hải, và Vịnh Maine. Nó được Mørch mô tả năm 1857.

## mô tả
Chiều dài tối đa của vỏ ốc được ghi nhận là 11 mm.

## Môi trường sống
Độ sâu tối thiểu được ghi nhận là 60 m. Độ sâu tối đa được ghi nhận là 1010 m.